# Joaquín Tintoré
Joaquín Tintoré Subirana (n. c., 1962) es un físico y oceanógrafo español.

## Biografía
Joaquín Tintoré se licenció en Ciencias Físicas en la Universidad de Barcelona en 1984. Doctor por la Universidad de las Islas Baleares  en 1988 con la tesis: Frentes, filamentos y seiches en el Mediterráneo occidental. Especializado en Oceanografía, en 1988. Desde 2000 es profesor de investigación del Consejo Superior de Investigaciones Científicas. De 1996 a 1999 fue subdirector del Comité Marino Europeo de la European Science Foundation y de 2002 a 2003 fue miembro del Comité Científico Asesor para el estudio del desastre del Prestige. De 1999 a 2008 fue director del Instituto Mediterráneo de Estudios Avanzados (IMEDEA) y desde 2008 lo es del Sistema de Observación y Predicción Costero de las Islas Baleares, donde también es coordinador del CSIC. Es miembro de la Academia Europaea desde 2008.
Su trabajo de investigación se ha centrado en la comprensión del medio ambiente marino y la gestión sostenible de las zonas costas. En 2003 recibió el Premio Nacional de Investigación Alejandro Malaspina de Ciencias y Tecnología de los Recursos Naturales «por la investigación relevante e innovadora que ha desarrollado en el Àrea de la oceanografía, contribuyendo de forma muy significativa al conocimiento de los movimientos de la mesoescala en el mar Mediterráneo».